# Michael Hutchence
Michael Kelland John Hutchence (ur. 22 stycznia 1960 w Sydney, zm. 22 listopada 1997 tamże) – wokalista i autor tekstów australijskiej grupy INXS.

## Życiorys

### Wczesne lata
Urodził się w Lane Coast na przedmieściach Sydney jako syn Patricii Glassop i Kellanda Hutchence’a. Wychowywał się ze starszą siostrą Tiną (ur. 1947), córką z pierwszego małżeństwa matki i młodszym bratem Rhettem (ur. 1962). Kiedy miał cztery lata przeniósł się do Hongkongu wraz ze swoją rodziną ze względu na ofertę pracy, którą zaakceptował ojciec. Uczęszczał do King George V School. Przez długie lata mieszkał w Hongkongu, uczył się języka kantońskiego, pływał i stale pisał wiersze. W wieku ośmiu lat po raz pierwszy nagrywał dźwięk zabawki Świętego Mikołaja w lokalnym sklepie. W wieku jedenastu lat nagrał kolędę dla fabryki zabawek. Kilka lat później rodzina powróciła do Australii.

### Kariera
Podczas bójki w szkole średniej Michael poznał późniejszego twórcę muzyki INXS Andrew Farrissa, który pomógł go bronić. Kiedy miał 15 lat jego rodzice rozwiedli się, zamieszkał w Kalifornii (USA) wraz z matką, która pracowała jako makijażystka. W tym czasie był przyjacielem Nastassji Kinski.
Po powrocie do Australii w 1977, poznał resztę rodziny Farrissów, którzy mieli zespół muzyczny o nazwie The Farriss Brothers: Andrew, Tim i Jon. W 1979 przemianowano formację na INXS. Występując w pubach Michael zdobył doświadczenie sceniczne. Hutchence zasłynął w INXS nie tylko wokalem, ale również jako autor tekstów większości piosenek zespołu. Do grupy doszli także: Garry Gary Beers na basie oraz Kirk Pengilly na gitarze i saksofonie.
W 1980 roku zespół nagrał pierwszy album INXS. Pierwszym singlem był „Simple Simon” (maj 1980), a następnie pierwszy hit „Just Keep Walking”. Michael i Andrew to twórczy duet tekstów INXS. W latach osiemdziesiątych INXS był znany nie tylko w Australii, ale na całym świecie. Hutchence zyskał coraz większą popularność ze względu na swój talent i charyzmę na scenie. Wyprowadził INXS na najwyższe miejsca światowych list przebojów z „Never Tear us Apart” (1987), „New Sensation” (1987) i „Need You Tonight” (1987). Niemniej jednak, ci najbliżsi twierdzili, że prawdziwy Michael był niezbyt pewną siebie osobą, a nawet nieśmiałą. W wywiadzie zapisanym na DVD Live Baby Live (2003), Michael dowiaduje się, że ma problemy ze wzrokiem. Kiedy pojawił się na okładce magazynu Rolling Stone, był porównywany do Jima Morrisona i Micka Jaggera, ze względu na atrakcyjność seksualną. Hutchence współpracował także z innymi artystami – m.in. z Donem Walkerem oraz Cold Chisel. Jednak osobiście pozostawał pod wpływem Iggy Popa i Nicka Cave’a.
W 1986 zadebiutował w roli Sama w dramacie Psy w kosmosie (Dogs In Space) z Saskią Post. Potem zagrał również w kolejnych filmowych produkcjach – Frankenstein wyzwolony (Frankenstein Unbound, 1990) jako Percy Shelley i komediodramacie Limp (1999) jako Clive. Tworzył nowe teksty, szukał wyzwań i korzystał z życia. Współtworzył muzykę do filmów: Batman Forever (1995), Żyleta (1996) i Bez twarzy (Face/Off, 1997).

### Życie prywatne
Media coraz mocniej ingerowały w jego życie prywatne. Słynął z romansów ze znanymi kobietami: Elle Macpherson, Charlotte Lewis, Michèle Bennett (1981-1987), Belinda Carlisle (1984-94), Teri Nunn (1985), Virginia Hey (1988), Kylie Minogue (od grudnia 1989 do 1991), Kristen Zang (1991), Heleną Christensen (od stycznia 1991 do stycznia 1995) i Kym Wilson (1997). Michael spędził dużo wolnego czasu w Nicei, na południu Francji, gdzie przyjaźnił się z sąsiadami – Bono, Simonem Le Bon, Naomi Campbell, Johnny Deppem i Kate Moss. Często przebywał również w USA i Londynie. Od roku 1995 do jego śmierci romansował z Paulą Yates, brytyjską dziennikarką telewizyjną, żoną Boba Geldofa. 22 lipca 1996 na świat przyszła ich córka Heavenly Hiraani Tiger.
W 1992 w Danii wdał się w bójkę, gdy pod wpływem alkoholu utrudniał przejazd taksówki. Wyprowadzony z równowagi kierowca uderzył go, a Michael upadł na chodnik doznając pęknięcia czaszki. Gwiazdor zignorował obrażenia i dopiero po kilku dniach zgłosił się do szpitala. W wyniku zaniedbanego urazu niemal całkowicie stracił węch oraz częściowo smak. Mimo leczenia, odzyskał jedynie niewielki procent sprawności. Skutkiem tego zdarzenia popadał w pogłębiającą się depresję. Był też agresywny i zażywał coraz więcej środków uspokajających. Podczas rozpoczynającej się trasy koncertowej INXS w Australii, 22 listopada 1997, zmarł śmiercią samobójczą w wieku 37 lat. Jego ciało znaleziono w jednym z pokoi hotelowych w Sydney.

## Upamiętnienie
W 1999 Bono z zespołu U2 (przyjaciel Michaela) wspomógł wydanie solowej płyty Hutchence’a, którą przygotowywał od kilku lat. Solowy album nazwany został po prostu Michael Hutchence i był swego rodzaju hołdem, jaki najbliżsi przyjaciele złożyli zmarłemu artyście.
W 2000 w albumie U2, All That You Can’t Leave Behind, ukazała się piosenka „Stuck in a Moment You Can't Get Out Of” poświęcona Michaelowi Hutchence'owi.